# Зоодохос Пиги
Зоодохос Пиги (грч. Ζωοδόχος Πηγή) је насељено место у општини Кожани у периферији Западна Македонија, Грчка. Према попису из 2021. године било је 3 становника.
Насеље је подигнуто после Грчког грађанског рата на месту старог манастира. Први пут се помиње на попису из 1961. године са 30 становника.